# Seignalens
Seignalens – miejscowość i gmina we Francji, w regionie Oksytania, w departamencie Aude.
Według danych na rok 1990 gminę zamieszkiwało 19 osób, a gęstość zaludnienia wynosiła 3 osoby/km² (wśród 1545 gmin Langwedocji-Roussillon Seignalens plasuje się na 880. miejscu pod względem liczby ludności, natomiast pod względem powierzchni na miejscu 943.).